# Браун, Джонс и Робинсон

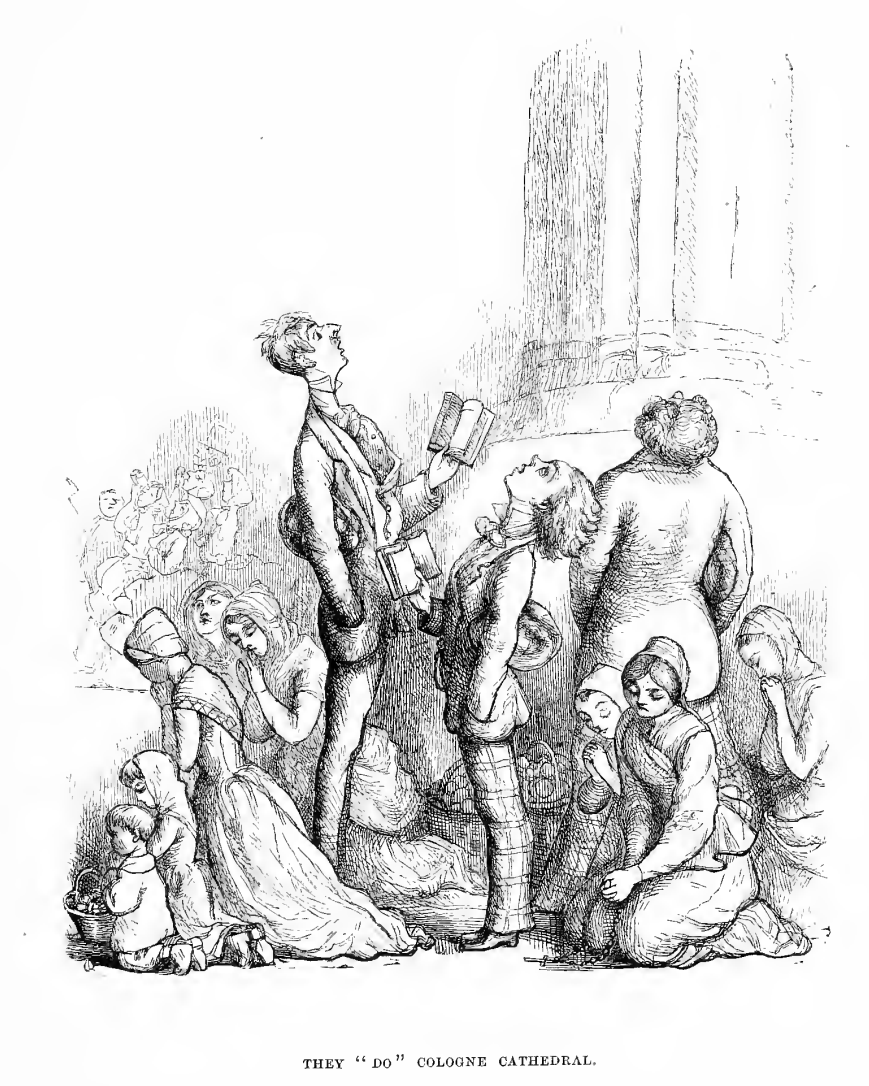
Браун, Джонс и Робинсон в Кёльнском соборе. Иллюстрация Ричарда Дойла, 1854

Браун, Джонс и Робинсон (англ. Brown, Jones and Robinson) — условное обозначение простых, типичных представителей английского среднего класса. Английский фразеологизм восходит к юмористическим произведениям с рисунками художника-иллюстратора XIX века Ричарда Дойла о приключениях Брауна, Джонса и Робинсона, которые публиковались в журнале «Панч». В российской «Энциклопедии читателя» указывалось, что в характерах троицы высмеивались такие качества, присущие представителям английской средней буржуазии, «как неуклюжесть, ограниченность, ничем не обоснованное высокомерие, вульгарность, эксцентричность, чванство и снобизм». Браун, Джонс и Робинсон относятся к английским фразеологизмам с именами собственными, в которых присутствует указание на национальное и языковое единство, например Tom, Dick and Harry — каждый, первый встречный. В качестве аналога в русской культуре называют такие распространённые фамилии как Иванов, Петров, Сидоров.  